# Avelino Vieira Airport
Avelino Vieira Airport (engelska: Arapoti Airport) är en flygplats i Brasilien.   Den ligger i kommunen Arapoti och delstaten Paraná, i den södra delen av landet, 900 km söder om huvudstaden Brasília. Avelino Vieira Airport ligger 806 meter över havet.
Terrängen runt Avelino Vieira Airport är huvudsakligen platt, men österut är den kuperad. Närmaste större samhälle är Jaguariaíva, 17,6 km sydost om Avelino Vieira Airport.
Trakten runt Avelino Vieira Airport består till största delen av jordbruksmark. Runt Avelino Vieira Airport är det ganska glesbefolkat, med 26 invånare per kvadratkilometer.